# Степнинське сільське поселення (Олов'яннинський район)
Сте́пнинське сільське поселення (рос. Степнинское сельское поселение) — сільське поселення у складі Олов'яннинського району Забайкальського краю Росії.
Адміністративний центр та єдиний населений пункт — селище Степ.

## Населення
Населення сільського поселення становить 1616 осіб (2019; 2753 у 2010, 3038 у 2002).